# Prefectura apostólica del Congo Inferior
La prefectura apostólica del Congo Inferior (en latín: Praefectura Apostolica Congi Inferioris y en portugués: Prefeitura Apostólica do Baixo Congo) fue una circunscripción eclesiástica de la Iglesia católica en Angola. Se trataba de una prefectura apostólica latina, inmediatamente sujeta a la Santa Sede, suprimida el 4 de septiembre de 1940.

## Territorio y organización
La prefectura apostólica extendía su jurisdicción sobre los fieles católicos de rito latino residentes en un vasto territorio del África ecuatorial, incluidas las colonias del Congo portugués, el Congo Belga y el Congo francés. Después de las modificaciones del siglo XIX, en particular las de 1886, su territorio quedó limitado únicamente a las fronteras del Congo portugués (África Occidental Portuguesa). En gran medida se superpuso con la de la diócesis del Congo en Angola (también llamada diócesis de San Pablo de Luanda).
La sede de la prefectura apostólica se encontraba en la ciudad de Lândana (hoy llamada Cacongo). Allí también funcionaba un seminario para la formación teológica de los sacerdotes.

## Historia
La prefectura apostólica del Congo fue erigida mediante el decreto Referente Eminentissimo de la Congregación de Propaganda Fide el 27 de junio de 1640, y encomendada al cuidado de los misioneros capuchinos italianos. La prefectura fue erigida para hacer frente a las dificultades de los obispos de San Pablo de Luanda (hoy arquidiócesis de Luanda), quienes, por falta de sacerdotes, no podían garantizar la evangelización en un territorio inmenso, que pretendían llegaba hasta cabo López, en el actual Gabón.
El decreto también menciona a los primeros misioneros capuchinos enviados a África: el prefecto apostólico Buenaventura da Alessano, asistido por los frailes Giuseppe de Milán, Giovanni Francesco di Cittaducale y Bonaventura di Torella. Otros se sumaron a este primer grupo de misioneros, que llegó al Congo a finales de mayo de 1645 y a la capital del Reino del Congo, San Salvador, el 2 de septiembre del mismo año.
La erección de la prefectura apostólica no fue reconocida por el Gobierno portugués, principalmente porque no estaba sujeta al Padroado, y esto provocó una serie de conflictos con los obispos de San Pablo de Luanda. El 6 de mayo de 1653, un decreto de la Propaganda Fide estableció que los misioneros capuchinos no podían ejercer su ministerio a menos de cinco leguas de un sacerdote de la diócesis de San Pablo de Luanda. Otro decreto del 14 de enero de 1726 reguló aún más las relaciones de "buena vecindad" entre los misioneros capuchinos y los obispos y el clero de la diócesis de San Pablo de Luanda.
Sin embargo, las guerras en Europa, la Revolución francesa, las guerras napoleónicas, y la supresión de las congregaciones religiosas, pusieron en crisis las misiones africanas, y de hecho la prefectura apostólica del Congo fue abandonada. El 7 de mayo de 1835 el prefecto apostólico Bernardo da Burgio abandonó el país; fue el último de más de 400 misioneros capuchinos que evangelizaron el Congo durante dos siglos.
Sólo en la segunda mitad del siglo XIX la Santa Sede pudo confiar la prefectura apostólica a una nueva congregación religiosa, después de que los capuchinos manifestaran su incapacidad para continuar la misión. El 9 de septiembre de 1865, mediante el decreto Saeculo XV labente, la Propaganda Fide confió la prefectura apostólica a los misioneros de la Congregación del Espíritu Santo. El decreto no especificaba los límites de la prefectura apostólica, pero sí que se colocaba sub inmediata S. Sedis dependia, et praeservada Angolensis praesulis jurisdiccione, es decir, sin perjuicio de los acuerdos de 1726 con los obispos de la diócesis de San Pablo de Luanda.
Durante los primeros años, el prefecto de iure era el superior general de los padres espiritanos, quienes nombraban un viceprefecto que lo representaba en tierra de misión; solo en 1886 se nombró al primer prefecto residente, en la persona de Gustave Jaunie.
Los límites de la prefectura quedaron más claros cuando se erigieron nuevas circunscripciones eclesiásticas: al sur, la prefectura apostólica de Cimbebasia (que luego se convirtió en la prefectura apostólica de Cubango) el 3 de julio de 1879 mediante el decreto Cum ad catholicae fide de la Propaganda Fide; al norte, el vicariato apostólico del Congo Francés (hoy arquidiócesis de Pointe-Noire en la República del Congo) el 4 de junio de 1886 mediante el breve In hac beatissimi Petri del papa León XIII; y la misión sui iuris del Congo Independiente (ahora arquidiócesis de Kinsasa en la República Democrática del Congo) el 22 de noviembre de 1886. De esta forma se hacía coincidir los límites de la prefectura apostólica con los de la parte norte de la colonia portuguesa de Angola, incluido el enclave de Cabinda. Con la creación del vicariato apostólico del Congo Francés, la prefectura apostólica asumió el nombre de prefectura apostólica del Bajo Congo (en francés: Préfecture apostolique du Bas-Congo).
La prefectura apostólica sobrevivió hasta 1940, cuando, con la bula Sollemnibus Conventionibus del 4 de septiembre, se reorganizó la Iglesia católica en Angola y se suprimió la prefectura apostólica del Congo Inferior en beneficio de la arquidiócesis de Luanda (la antigua diócesis de San Pablo de Luanda), y para la erección de la diócesis de Silva Porto (hoy diócesis de Kwito-Bié).

## Episcopologio

### Prefectos apostólicos capuchinos
- Bonaventura da Alessano, O.F.M.Cap. † (25 de junio de 1640-2 de abril de 1651 falleció)[14]
- Giacinto da Vetralla, O.F.M.Cap. † (1651-mayo de 1657 renunció)[15][16]
  - Crisostomo da Genova, O.F.M.Cap. † (mayo de 1657-1661) (viceprefecto)[17]
- Antonio da Roma (o da Gaeta), O.F.M.Cap. † (circa 1661-9 de junio de 1662 falleció)[18]
- Gianmaria da Pavia, O.F.M.Cap. † (1662-12 de enero de 1667 falleció)[19]
- Crisostomo da Genova, O.F.M.Cap. † (17 de junio de 1670-1672 renunció)[17]
- Giovanni Antonio da Montecuccolo, O.F.M.Cap. † (30 de mayo de 1672-1676 renunció)[20]
- Paolo Francesco da Porto Maurizio, O.F.M.Cap. † (mayo de 1676-circa 1682 renunció)
- Giovanni romano, O.F.M.Cap. † (20 de julio de 1682-inicios de 1685 falleció)[21]
- Tommaso da Sestola, O.F.M.Cap. † (1687-11 de mayo de 1689 falleció)[22]
  - Angelo Francesco da Milano, O.F.M.Cap. † (1689-1693) (viceprefecto)[23]
- Francesco da Pavia, O.F.M.Cap. † (19 de enero de 1693-inicios de 1702 renunció)[24]
- Colombano da Bologna, O.F.M.Cap. † (20 de agosto de 1703-1711 renunció)[25]
- Lorenzo da Lucca, O.F.M.Cap. † (7 de septiembre de 1711-circa 1721 renunció)
- Giuseppe da Modena, O.F.M.Cap. † (1721-diciembre de 1725 falleció)[26]
- Anselmo da Castelvetrano, O.F.M.Cap. † (1727-circa 1732 renunció)[27]
- Bonaventura dalle Grotte, O.F.M.Cap. † (circa 1732-circa 1738 renunció)[28]
- Francesco da Gazoldo, O.F.M.Cap. † (15 de septiembre de 1738-1746 falleció)[29]
- Giacinto da Bologna, O.F.M.Cap. † (10 de julio de 1747-1754 renunció)[30]
- Rosario del Parco, O.F.M.Cap. † (17 de agosto de 1754-1761 renunció)[31]
- Sebastiano da Taggia, O.F.M.Cap. † (15 de septiembre de 1761-circa 1776 renunció)[32]
- Stefano da Castelletto, O.F.M.Cap. † (19 de agosto de 1776-19 de mayo de 1777 falleció)[33]
- Paolo Antonio da Varazze, O.F.M.Cap. † (26 de enero de 1778-1779? renunció)[34]
- Bonaventura da Ceriano, O.F.M.Cap. † (circa 1779-1792 renunció)[35]
- Bernardo Maria da Canicattì, O.F.M.Cap. † (11 de agosto de 1792-1794 renunció)[36]
- Serafino da Acqui, O.F.M.Cap. † (11 de julio de 1794-circa 1803 renunció)[37]
- Bernardo Maria da Canicattì, O.F.M.Cap. † (circa 1803-1795 renunció)[36] (por segunda vez)
- Luigi da Assisi, O.F.M.Cap. † (18 de septiembre de 1805-julio de 1815 falleció)[38]
- Zanobi Maria da Firenze, O.F.M.Cap. † (1815-29 de agosto de 1820 nombrado vicario apostólico del Tibet-Hindustán)[39]
  - Sede vacante (1820-1825)
- Bernardo da Burgio, O.F.M.Cap. † (1825-1835 renunció)[40]
  - Sede vacante (1835-1866)

### Prefectos apostólicos espiritanos

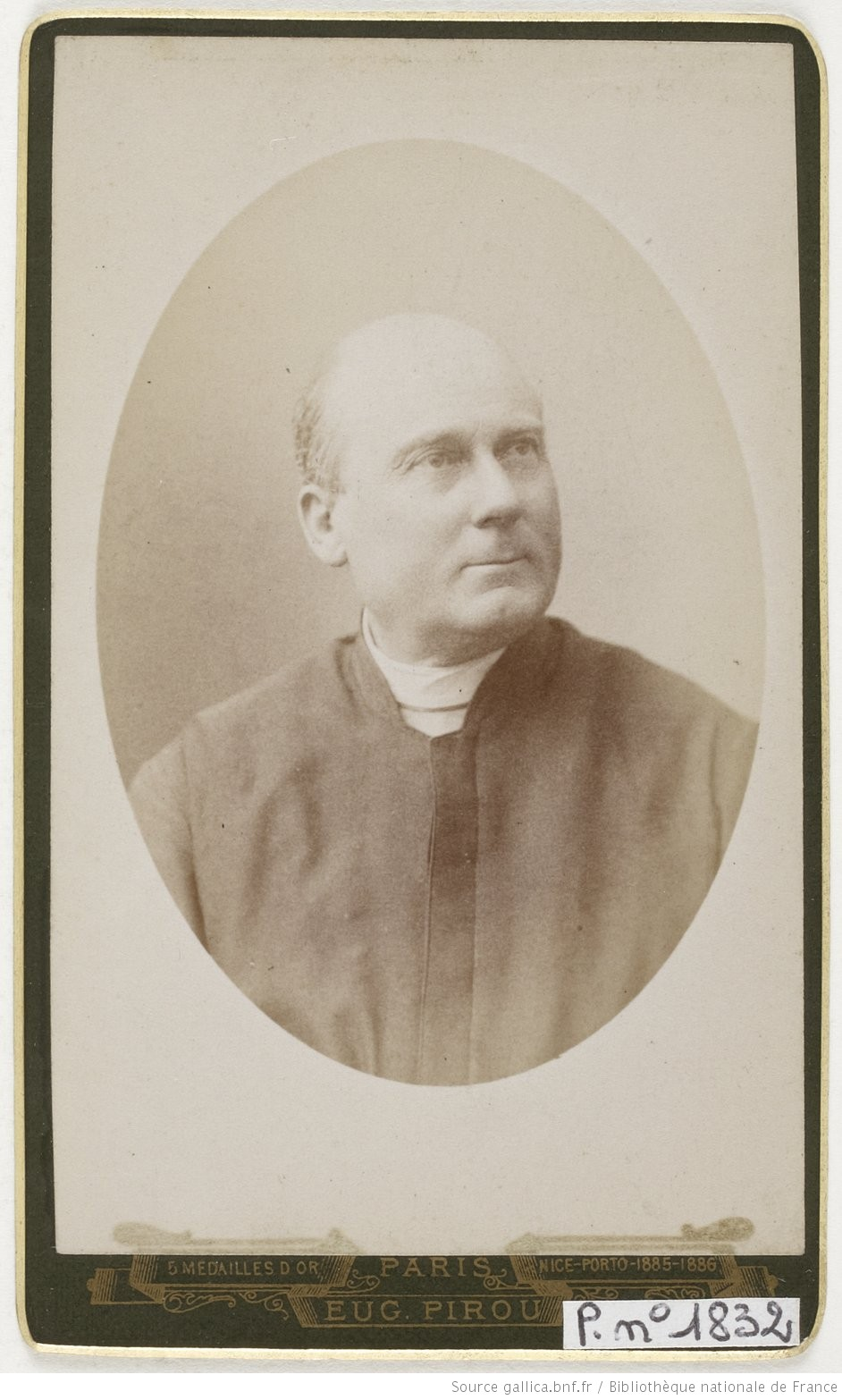
Charles Duparquet, viceprefecto apostólico de 1873 a 1878

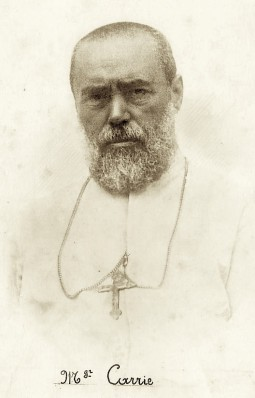
Hippolyte Carrie, viceprefecto apostólico de 1878 a 1886

- Jean Poussot, C.S.Sp. † (14 de enero de 1866[41]-1870 renunció) (viceprefecto)
  - Sede vacante (1870-1873)
- Charles Duparquet, C.S.Sp. † (1873-1878) (viceprefecto)[nota 1]
- Hippolyte Carrie, C.S.Sp. † (1878-8 de junio de 1886 nombrado vicario apostólico del Congo Francés) (viceprefecto)
- Gustave Jaunie (o Jauny), C.S.Sp. † (1886-1887 renunció)[42]
- Pascal Campana, C.S.Sp. † (11 de diciembre de 1887[43]-26 de diciembre de 1901 falleció)
- Joseph Magalhaes, C.S.Sp. † (28 de enero de 1902[44]-1917)
- Faustino Moreira dos Santos, C.S.Sp. † (1 de junio de 1919-28 de enero de 1941 nombrado obispo de Santiago de Cabo Verde)